# 小包博特
小包博特（匈牙利語：Kisbabot）是匈牙利杰尔-莫雄-肖普朗州所辖的一个村。总面积6.10平方公里，总人口204，人口密度33.4人/平方公里（2011年1月1日）。